# Maciej Józef Hryczyna Woyna
Maciej Józef Hryczyna Woyna herbu Trąby (zm. 27 maja 1697) – marszałek piński w latach 1677-1696.
Poseł sejmiku pińskiego na sejm zwyczajny 1677 roku.